# Kangnam
Kangnam [in limba coreeana 강남읍] este o localitate din Coreea de Nord, din regiunea Phenian.

### Localizare
Kangnam se află la 15 km față de Phenian [capitale statului Nord Corean]. Forma de relief a localitații Kangnam este cea de câmpie.